# ديد ديد ديمونز ديديديدي ديستريشن
ديد ديد ديمونز ديديديدي ديستريشن (باليابانية: デッドデッドデーモンズデデデデデストラクション) هي سلسلة مانغا يابانية من تأليف ورسم إنيو أسانو، نُشرت عبر مجلة بيغ كوميك سبيرايتس من أبريل 2014 إلى فبراير 2022. حصلت على جائزة شوغاكوكان للمانغا الدورة 66 عن الفئة العامة في عام 2021. أقتبست المانغا إلى فلمي أنمي من اخراج  تومويوكي كوروكاوا.

## القصة
تظهر سفينة فضاء كبيرة فوق طوكيو قبل ثلاث سنوات من بدء القصة. تلا ذلك حرب من جانب واحد ضد الكائنات الفضائية التي تبدو غير ضارة، مما أثار الجدل والسلمية.
على الرغم من هذا الحدث الفريد والمأساوي، تتصرف فتيات المدرسة الثانوية كوياما كادود وناكاجاوا أوران كما لو لم يتغير شيء. إنهم يعيشون أيامهم كما فعلوا دائمًا. لا تركز هذه القصة على الغزو الفضائي، بل على الطبيعة البشرية والحوار والنمو والحياة.

## الشخصيات
- كادودي كوياما (باليابانية: 小山 門出)

أداء صوتي: ليلاس إيكوتا
فتاة في السنة الثالثة من المدرسة الثانوية. تحب شخصية المانغا الشهيرة Isobeyan.
- أوران ناكاغاوا (باليابانية: 中川 凰蘭)

أداء صوتي: آنو
أوران هي فتاة متألقة للغاية، وغالبًا ما تتحدث عن هدفها المتمثل في استعباد الجنس البشري أو قيادته إلى الدمار. ومع ذلك، على الرغم من شخصيتها المبهجة والمؤنسة على ما يبدو، تميل أوران إلى إظهار شخصيتها الحقيقية فقط لأصدقائها وعائلتها. وهي صديقة كادودي المفضلة.
- كيهو كوريهارا

أداء صوتي: أتسومي تانيزاكي
- آي ديموتو

أداء صوتي: ميوري شيمابوكورو
- رين هيراما

أداء صوتي: سايكو أوكي
- فوتابا تاكيموتو

أداء صوتي: أزومي واكي
- ماكوتو تاينوما

أداء صوتي: ريوكو شيرايشي
- كيتا أوبا

أداء صوتي: ميو إيرينو
- كينيتشي كوهيروماكي

أداء صوتي: كوكي أوتشياما
- واتاراسي

أداء صوتي: تايتو بان
- هيروشي ناكاغاوا

أداء صوتي: جونيتشي سوابي
- نوبو كوياما

أداء صوتي: كينجيرو تسودا

## الجوائز والترشيحات
| قائمة الجوائز والترشيحات | قائمة الجوائز والترشيحات | قائمة الجوائز والترشيحات | قائمة الجوائز والترشيحات         | قائمة الجوائز والترشيحات | قائمة الجوائز والترشيحات |
| السنة                    | الجائزة                  | الفئة                    | المستلم                          | النتيجة                  | م.                       |
| ------------------------ | ------------------------ | ------------------------ | -------------------------------- | ------------------------ | ------------------------ |
| 2025                     | جوائز كرانشي رول للأنمي  | أفضل أنمي درامي          | ديد ديد ديمونز ديديديدي ديستريشن | رُشِّح                      | [ 3 ]                    |